# Kirkebygda
Kirkebygda este o localitate din comuna Enebakk, provincia Akershus, Norvegia, cu o suprafață de 0,54 km² și o populație de 618 locuitori (2013).